# Alexandrinische Senna

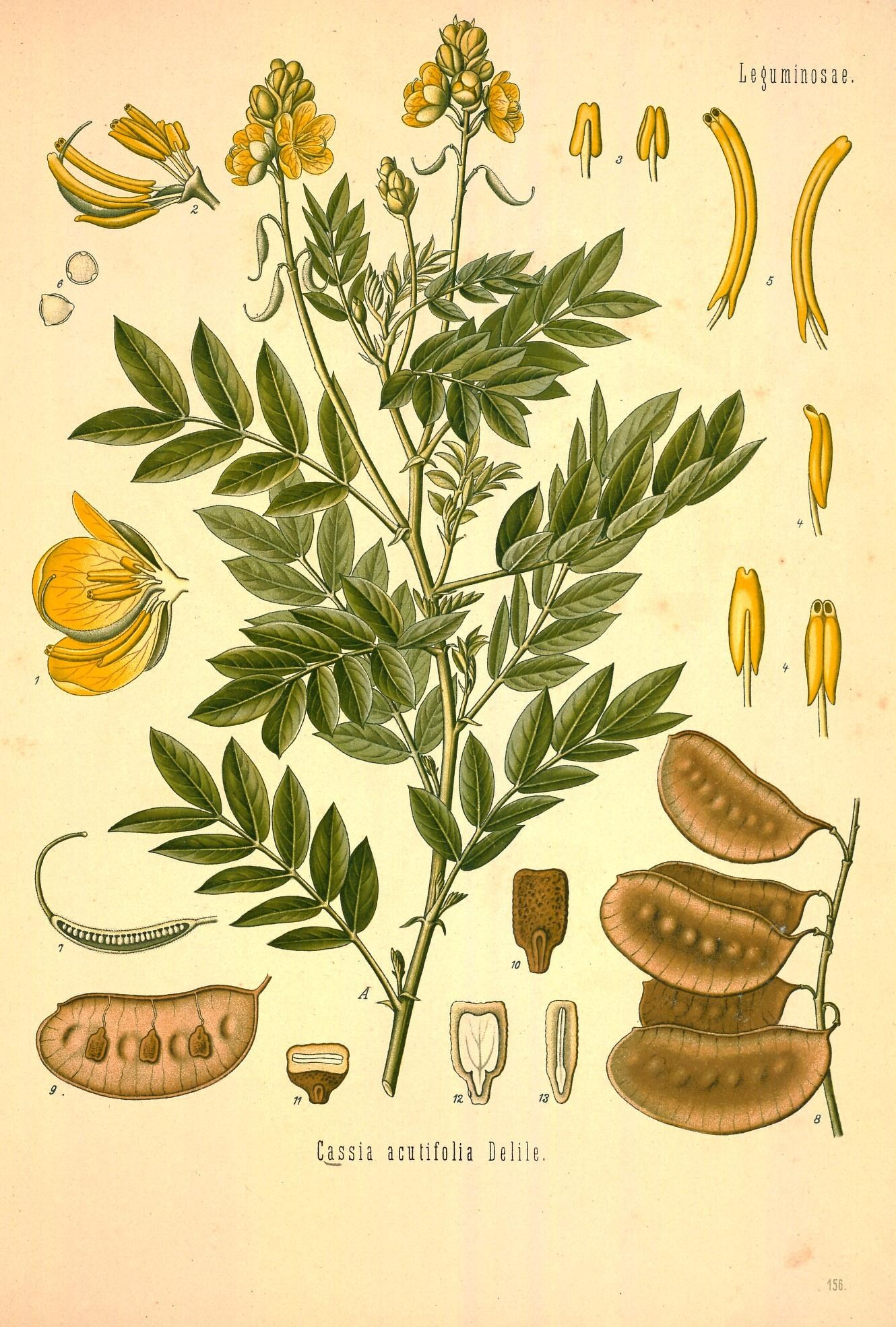
Illustration

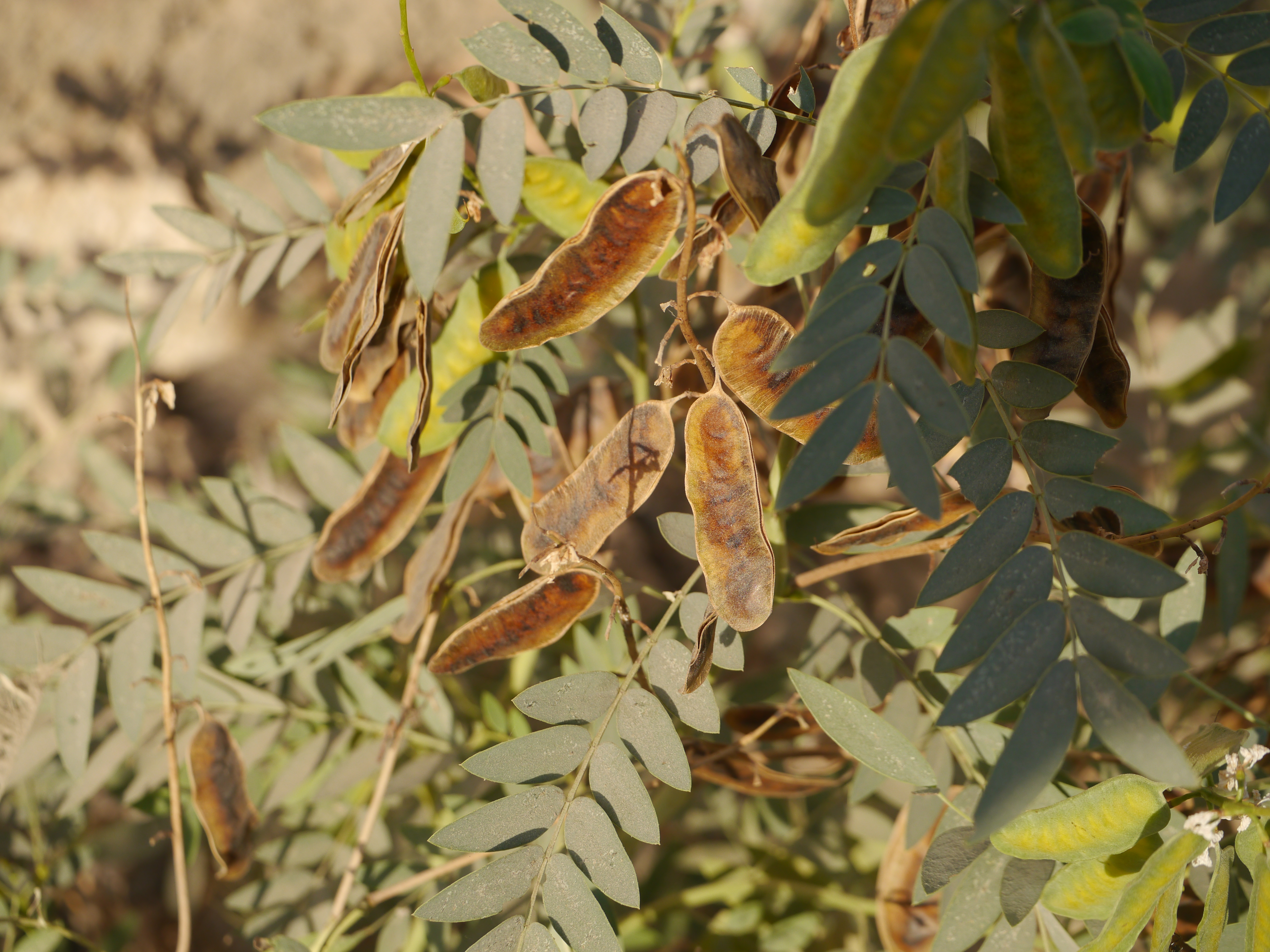
Früchte

Die Alexandrinische Senna (Senna alexandrina Mill., Synonym: Cassia senna L.) ist eine Pflanzenart aus der Gattung Senna in der Unterfamilie der Johannisbrotgewächse (Caesalpinioideae) innerhalb der Familie der Hülsenfrüchtler (Fabaceae). Sie ist in Afrika und Arabien beheimatet. Die Droge Sennesblätter oder Sennablätter (Sennae folium) war als mildes Abführmittel bereits im Mittelalter allgemein bekannt. Die darin enthaltenen Wirkstoffe werden Sennoside genannt.
Ein Auszug aus den Blättern mit den Wirkstoffen Sennatin/Sennatinum wurde auch unter die Haut ins Bindegewebe gespritzt und zur Anwendung gebracht.

## Beschreibung

### Vegetative Merkmale
Senna alexandrina wächst als laubabwerfender, 0,5 bis 3 Meter hoher Halbstrauch, Zwergstrauch oder Strauch.
Die wechselständigen, paarig gefiederten Laubblätter sind gestielt. Die bis zu 20 kurz gestielten, leicht ledrigen, ganzrandigen, abgerundeten bis spitzen oder stumpfen, leicht behaarten bis kahlen Blättchen sind bis 6,5 Zentimeter lang, schmal-eiförmig, -eilanzettlich und spitz sowie feinstachelspitzig. Es sind Nebenblätter vorhanden.

### Generative Merkmale
Es werden achselständige Trauben gebildet. Die zwittrigen fünfzähligen Blüten mit doppelter Blütenhülle sind gelb bis orangegelb. Die ungleichen Kronblätter sind bis 2,5 Zentimeter lang. Es sind 10 freie Staubblätter vorhanden, 3 sind länger mit „Anlockungsantheren“, zwei sind am längsten, 4 mittlere mit „Pollenantheren“ und 3 Staminodien sind steril mit „Futterantheren“. Der oberständige, gestielte Fruchtknoten ist wollig behaart mit kurzem Griffel.
Die mehrsamigen Früchte sind bis 7 Zentimeter lange und bis 2,5 Zentimeter breite, flache, braune, längliche bis eiförmige, ledrige, segmentierte Hülsenfrüchte. Die bis zu 11 flachen Samen sind bis 8 Millimeter groß.

### Chromosomenzahl
Die Chromosomenzahl beträgt 2n = 28.

Sennoside

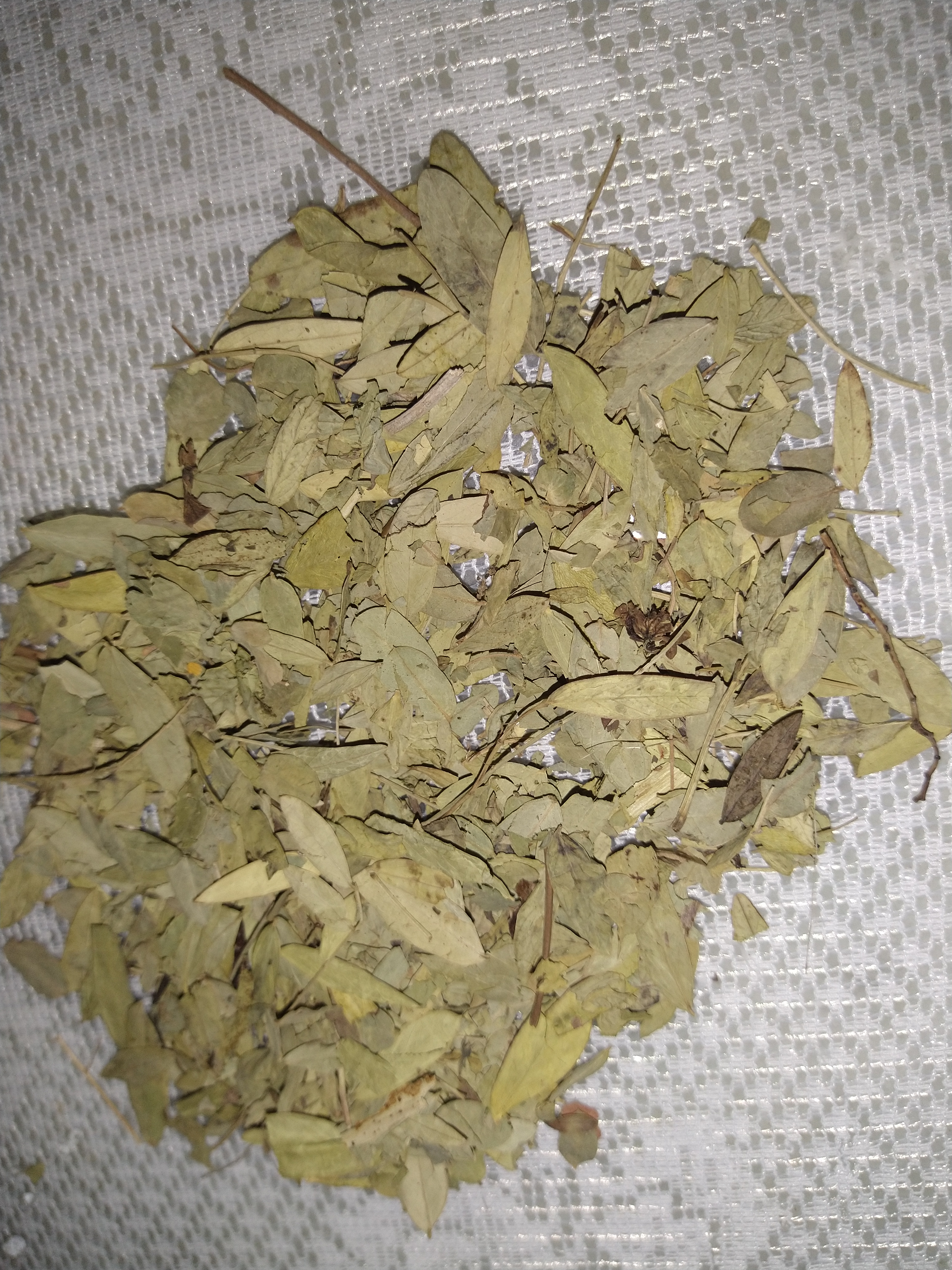
Sennesblätter

## Inhaltsstoffe
Das Europäische Arzneibuch fordert einen Gehalt von mindestens 2,5 % 1,8-Dihydroxyanthracen-Derivaten (sog. Anthrachinone, Sennoside) in der Blattdroge (Sennesblätter, Sennae folium) sowie mindestens 2,2 % (Tinnevelly-Sennesfrüchte, Sennae fructus angustifoliae) bzw. 3,4 % (Alexandriner-Sennesfrüchte, Sennae fructus acutifoliae) derselben Wirkstoffe in der Fruchtdroge und berechnet sie als Sennosid B. Der höchste Gehalt an Sennosiden ist in den Blüten (über 4 %) festzustellen. Allgemein ist der Gehalt in den Pflanzenteilen mit zunehmender Fruchtreife am höchsten. Neben den Sennosiden als Wirksubstanzen enthält die Blattdroge zwischen 2 und 3 % Schleimstoffe.

## Wirkung
Sennoside gehören zu den wenigen Pflanzeninhaltsstoffen, die natürliche Prodrugs darstellen. Die beta-glykosidische Bindung stabilisiert die oxidationsempfindlichen Strukturen und kann durch die menschlichen Verdauungsenzyme nicht gespalten werden: Nach oraler Applikation gelangen die Anthrachinonglykoside unverändert und ohne systemisch resorbiert zu werden an den eigentlichen Wirkort, den Dick- bzw. Enddarm. Erst dort werden mittels bakterieller Beta-Glykosidasen durch Abspaltung des Zuckers die Aglykone frei, die dann zu Anthronen, der eigentlichen Wirkform, oxidiert werden. Der resorbierbare Anteil ist nur gering und erklärt die relativ gute Verträglichkeit und das weitgehende Fehlen systemischer Nebenwirkungen galenisch einwandfreier Senneszubereitungen. Anthrone bewirken verstärkte Sekretion von Flüssigkeit und Elektrolyten in das Darmlumen, regen durch Reizung die Peristaltik (Bewegung) der Darmwand an und hemmen die Flüssigkeitsresorption. Dadurch werden Darminhalt und Füllungsdruck vergrößert und somit der Defäkationsreflex ausgelöst (abführende/laxierende Wirkung).

## Anwendung
Wissenschaftlich belegt ist die Wirksamkeit der Blatt- und Fruchtdroge sowie daraus hergestellter Zubereitungen für die kurzzeitige Anwendung bei akuter gelegentlicher Obstipation (Verstopfung). Dabei wirkt die Fruchtdroge milder als die Blattdroge. Sennesblätter wirken zuverlässig, unter Umständen relativ drastisch. Es wird abends eine Zubereitung mit 1/2 Teelöffel (maximal 30 mg Sennoside) mit heißem Wasser übergossen und nach 10 bis 15 Minuten abgeseiht. Die Wirkung tritt nach etwa 10 Stunden ein. 

Die Anwendung ist indiziert bei gelegentlicher Obstipation, zur Darmentleerung vor Röntgenuntersuchungen und bei Erkrankungen, die einen weicheren Stuhl erfordern (Analfissuren, Hämorrhoiden etc.) sowie vor und nach Operationen im Bauchraum. Kontraindiziert ist die Anwendung bei Kindern unter 12 Jahren, Darmverschluss (Ileus) und während der Schwangerschaft. Anthracen-Derivate gehen in die Muttermilch über. Daher ist eine Anwendung auch während der Stillzeit nicht vertretbar. Die Anwendung sollte auf 1 bis 2 Wochen beschränkt bleiben, um einer Hypokaliämie (Kaliummangel durch Elektrolytverlust) vorzubeugen. Aus diesem Grund ist bei gleichzeitiger Anwendung von Herzglykosiden Vorsicht geboten (evtl. Verstärkung ihrer Wirkung).

## Toxikologie
Nach Aufnahme größerer Mengen (2 bis 10 g; Überdosierungen) der Blattdroge sowie durch dauerhafte oder zu häufige Anwendung kann es zu Symptomen wie Leibschmerzen, Erbrechen, Albuminurie, Hämaturie und Schädigung von Darmnerven (Plexus myentericus) kommen. Bei der Arbeit mit der getrockneten Blattdroge (Ab- und Umfüllen etc.; etwa im Apothekenwesen) kann es durch Inhalation von Partikeln zu allergischen Reaktionen in den Atemwegen kommen.

## Verbreitung
Senna alexandrina kommt im nördlichen Afrika im südlichen Algerien und in Ägypten, sowie im tropischen Afrika in Äthiopien, Somalia, Sudan, nördlichen Kenia, Mali, Niger, nördlichen Nigeria und in Mosambik vor. Sie ist auch auf der Arabischen Halbinsel in Saudi-Arabien und im Jemen beheimatet. Heimatgebiete liegen auch im südwestlichen Jordanien, im südlichen Indien und östlichen Pakistan. In der Neotropis (vor allem Mittel- und Südamerika) ist sie ein Neophyt.

## Taxonomie
Die Erstveröffentlichung von Senna alexandrina erfolgte 1768 durch Philip Miller in The Gardeners Dictionary: … eighth edition no. 1. Synonyme für Senna alexandrina Mill. sind: Cassia alexandrina (Garsault) Thell., Cassia acutifolia Delile, Cassia angustifolia Vahl, Cassia lanceolata Forssk., Cassia senna L., Senna angustifolia (Vahl) Batka, Senna acutifolia Link, Senna alexandrina Garsault.
Die Art Senna alexandrina war früher in die zwei Arten Cassia senna (Syn.: Cassia acutifolia) und Cassia angustifolia getrennt.
Tinnevelly-Senna (früher Cassia angustifolia Vahl) hat meist fünf- bis achtjochige Blätter und ist in Somalia und Arabien zu Hause. Kulturen befinden sich in Südindien (Distrikt Tinnevelly), diese Sennesblätter sind mit einem kurzen Stachelspitzchen besetzt.
Alexandriner- oder Khartoum-Senna (früher Cassia senna L.) ist im Sudan und weiter bis Westafrika verbreitet. Die Blätter sind meist vier- bis fünfjochig und nur halb so lang wie bei Tinnevelly-Senna. Alexandriner-Senna wird im Gebiet des oberen Nils angebaut.

## Trivialnamen
Für die Alexandrinische Senna (in mittelalterlichen Texten oft sene genannt) bestehen bzw. bestanden auch die weiteren deutschsprachigen Trivialnamen: Sen (mittelhochdeutsch), Sene (mittelniederdeutsch), Senetblätter (mittelhochdeutsch), Sennablätter, Senneblätter, Sennenblätter, Sennesblätter und Sennetblätter.

## Geschichte
Die ersten medizinischen Belege über Senna aus dem 8. Jahrhundert stammen aus dem arabischen Kulturkreis. Der Prophet Mohammed wird mit den Worten zitiert: „Haltet euch an Sennesblätter und Kümmel, denn beide heilen jede Krankheit, ausgenommen den Tod.“ (Sunna ibn Maaja, hadeeth sahih laut Shaikh Al-Albani)
Eingebettet in das System der Säftelehre wurden Sennesblätter (bezeichnet auch kurz als Senna) bis ins 19. Jahrhundert zum „Ableiten von schlechten Säften“ verwendet.
Im 18. und 19. Jahrhundert galt der nach dem Grafen von Saint Germain benannte Saint-Germain-Tee als Panacee zur Verlängerung des Lebens. Dieser Tee enthielt u. a. getrocknete Sennesblätter, die von ihren alkohollöslichen Bestandteilen befreit waren. Ab der Mitte des 19. Jahrhunderts wurde der Saint Germain-Tee im Preußischen Arzneibuch aufgeführt und 1872 wurde er auch in die erste Ausgabe des Deutschen Arzneibuchs aufgenommen.
Der Sennastrauch wird auch mit dem Brennenden Dornbusch in der Moseserzählung (Ex 3,2) identifiziert.

### Historische Abbildungen

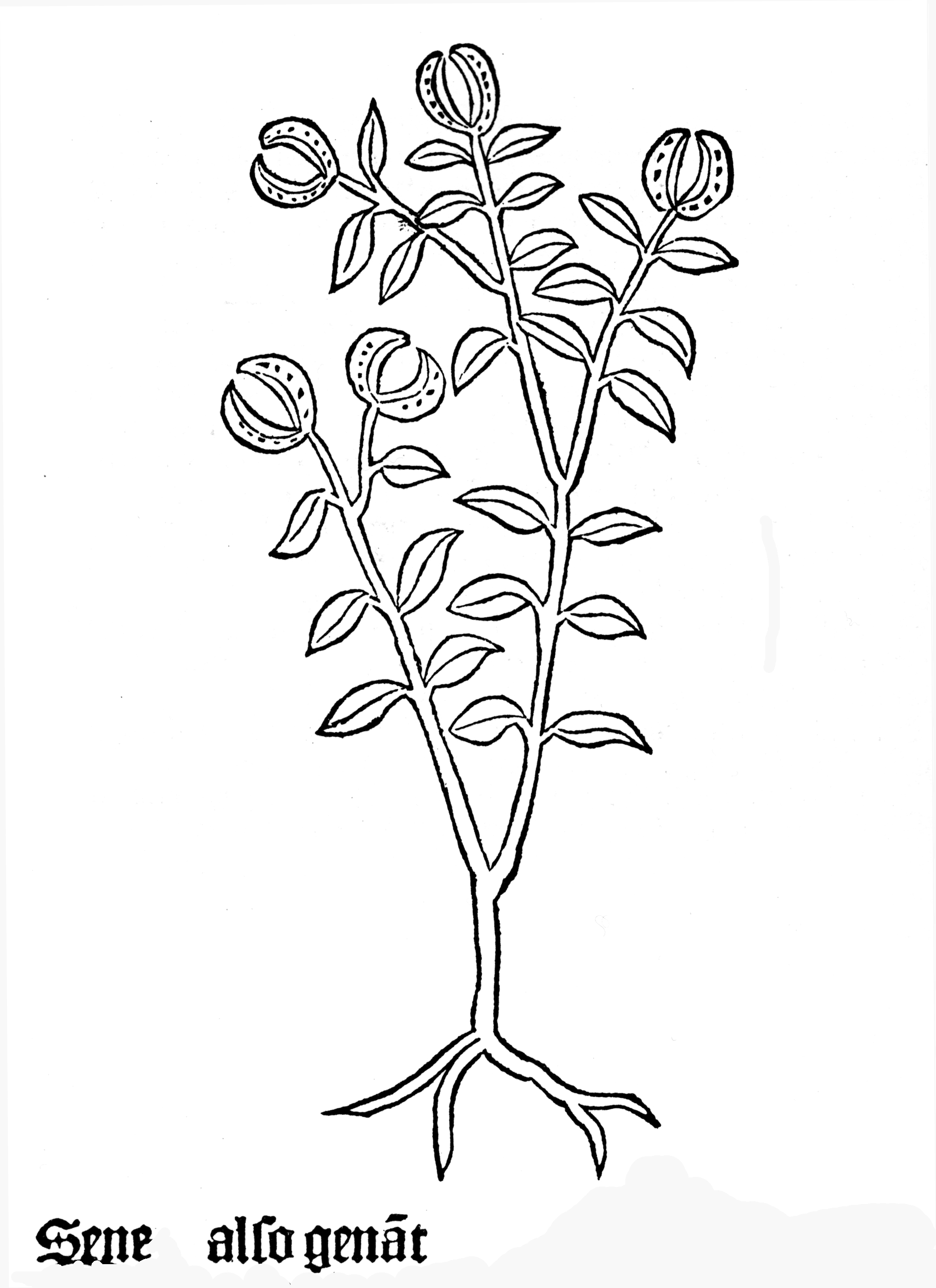
Gart der Gesundheit 1485
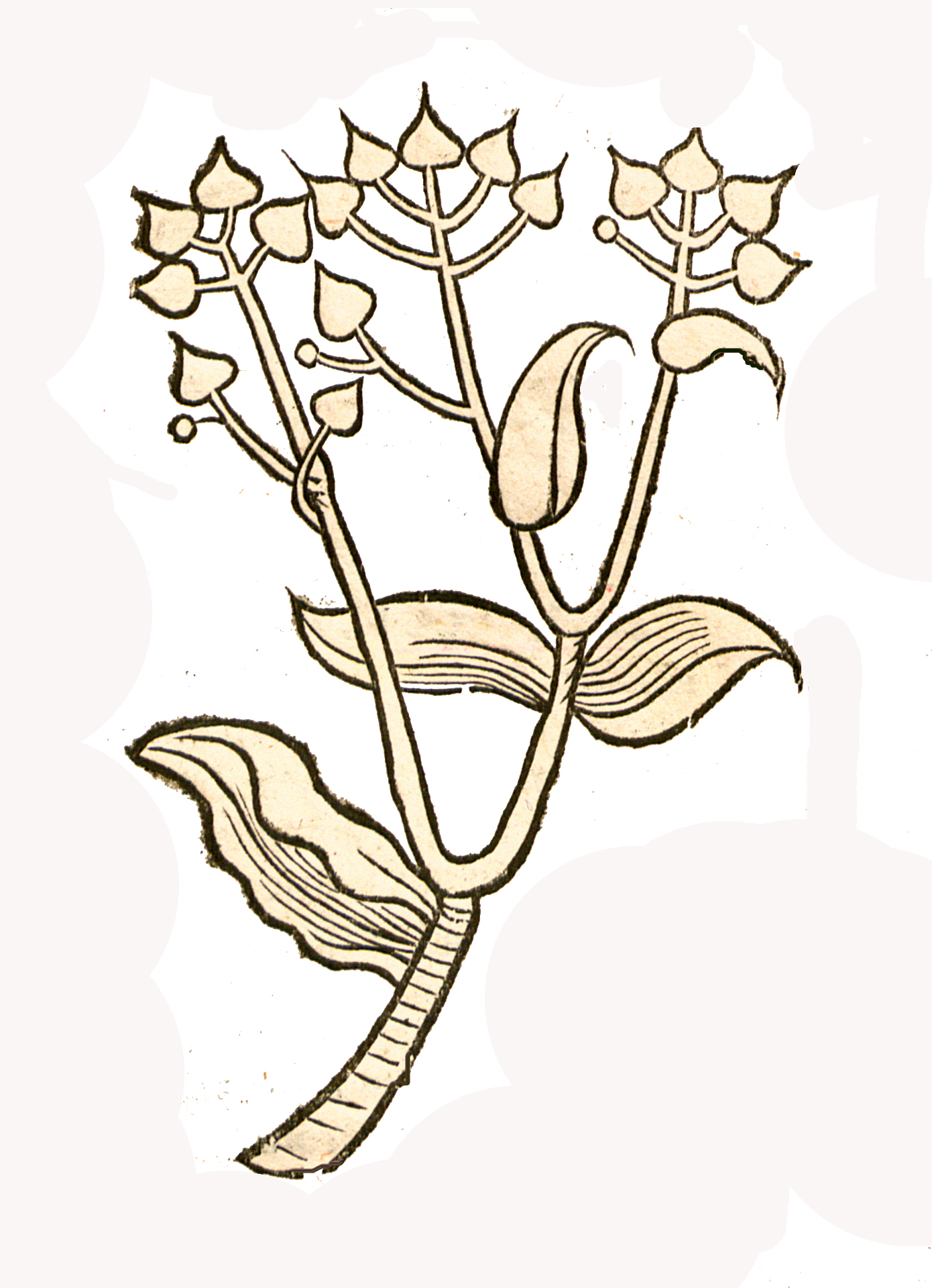
Hortus sanitatis 1491
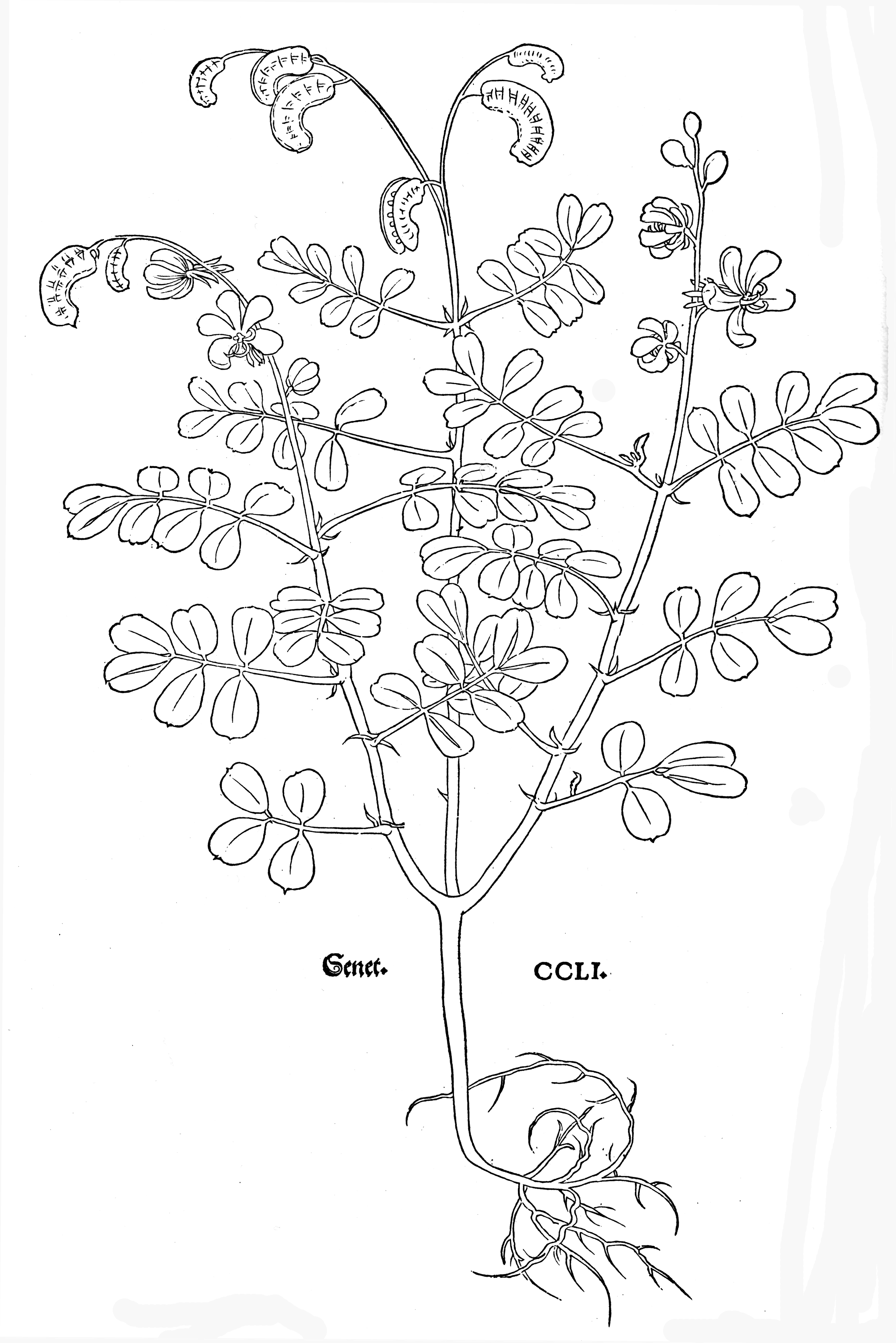
Leonhart Fuchs 1543
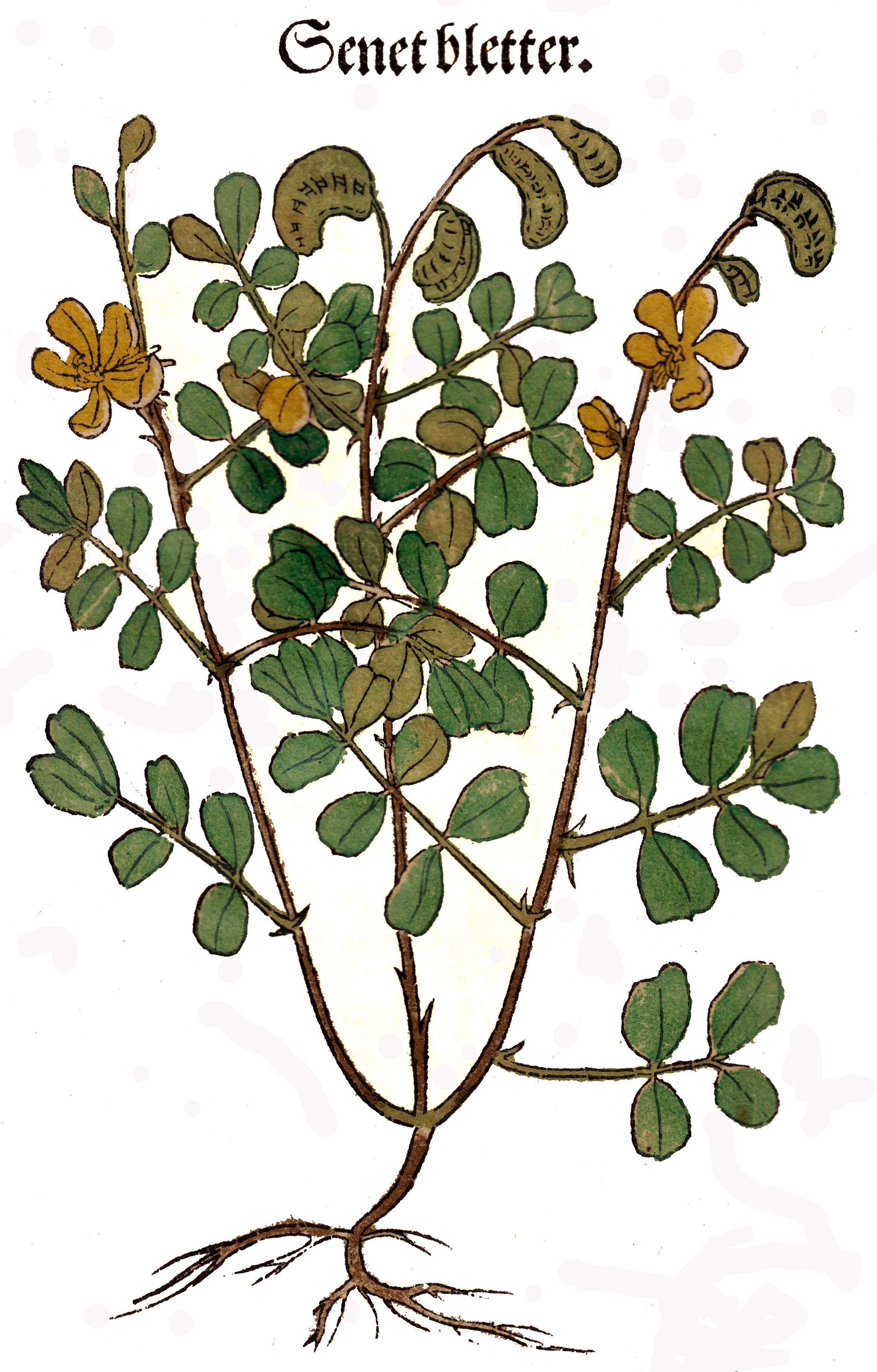
Hieronymus Bock 1546
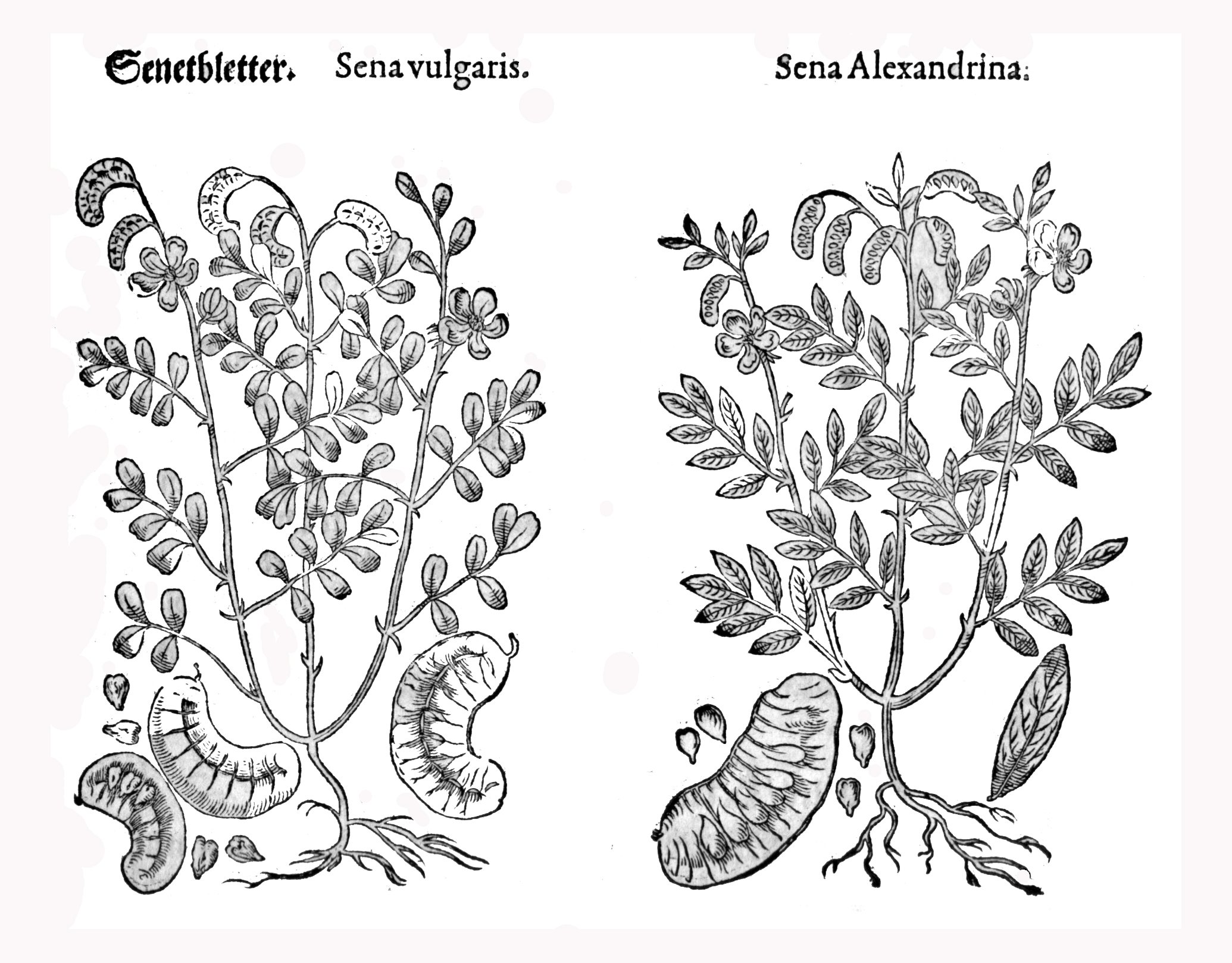
Mattioli / Handsch / Camerarius 1586